# Vala Flosadottir
Vala Flosadottir (Reikiavik, Islandia, 16 de febrero de 1978) es una atleta islandesa retirada, especializada en la prueba de salto con pértiga en la que llegó a ser medallista de bronce olímpica en 2000.

## Carrera deportiva
En los JJ. OO. de Sídney 2000 ganó la medalla de bronce en el salto con pértiga, con un salto de 4.50 m, tras la estadounidense Stacy Dragila (oro con 4.60 m batiendo el récord olímpico) y la australiana Tatiana Grigorieva (plata con 4.55 m).